# MotorStorm
MotorStorm è un videogioco racing arcade per PlayStation 3. Il gioco permetteva sfide on-line fino a 12 giocatori, comprende 35 veicoli, escludendo quelli ottenibili con DLC a pagamento, suddivisi in 7 categorie, ossia moto, quad, buggy, auto da rally, pick-up da corsa, fuoristrada e tir. Il gioco supporta l'alta risoluzione solo fino a 720p ed è un'esclusiva Sony. Nella versione PAL del gioco hanno introdotto nuove impostazioni compresa appunto la modalità on-line in cui i giocatori si possono sfidare anche in alcuni tracciati notturni. Il titolo dell'Evolution Studio è arrivato in Europa il 23 marzo 2007 contemporaneamente con il debutto della PlayStation 3 nel territorio europeo.

## Modalità di gioco
In MotorStorm è presente la modalità festival nella quale si affrontano numerose gare che si sbloccano grazie a dei punti cumulabili ricevuti nelle gare precedenti. Anche se il gioco non è molto realistico (è pur sempre un arcade e non una simulazione) la differenza tra i diversi tipi di veicoli è ben marcata. Infatti se si usano veicoli leggeri (moto, quad, ecc.) la miglior strategia per vincere è sfruttare i luoghi più alti e stretti della pista, a differenza dei tir per i quali è consigliato stare "con le ruote per terra" (anche se non sono impediti salti dalle numerose rampe presenti nei percorsi).
Per facilitare la vittoria (e per fare salti molto più lunghi) è presente un tasto "turbo" che aumenta di molto la velocità del mezzo (qualunque esso sia) sebbene per un periodo limitato (infatti dopo qualche secondo bisogna rilasciarlo altrimenti il troppo calore emesso provoca l'esplosione del mezzo).
La casa produttrice (Evolution) ha inoltre pubblicato alcune espansioni contenenti nuove modalità di gioco, nuovi veicoli e un nuovo tracciato.
Il 27 settembre 2007 ha avuto luogo il primo campionato europeo ufficiale. I partecipanti sono stati selezionati grazie a dei tornei a livello nazionale ufficiali. Ha conquistato il titolo di Campione Europeo di Motorstorm IiN (Impossible is Nothing) in rappresentanza dell'Italia, in 2ª posizione si è classificato Morphelin82 in rappresentanza della Francia, mentre in 3ª posizione DeadlyFox in rappresentanza della Germania.